# Årets idrottslag
Årets lag är ett pris som delas ut vid Svenska Idrottsgalan. Priset går till det lag vars samlade insatser under året meriterar laget till årets främsta idrottslag.

## Lista över vinnare
| År   | Idrottslag                                                          | Sportgren        | Ref   |
| ---- | ------------------------------------------------------------------- | ---------------- | ----- |
| 2000 | Sveriges herrlandslag i handboll                                    | handboll         |       |
| 2001 | Sveriges herrlandslag i bordtennis                                  | bordtennis       |       |
| 2002 | Sveriges herrlandslag i fotboll                                     | fotboll          |       |
| 2003 | Sveriges herrlandslag i handboll                                    | handboll         |       |
| 2004 | Sveriges damlandslag i fotboll                                      | fotboll          |       |
| 2005 | Henrik Nilsson & Markus Oscarsson                                   | kanot            |       |
| 2006 | Sveriges herrlandslag i fotboll                                     | fotboll          |       |
| 2007 | Sveriges herrlandslag i ishockey                                    | ishockey         |       |
| 2008 | Mixstafett-laget                                                    | Skidskytte       |       |
| 2009 | Thomas Johansson & Simon Aspelin                                    | tennis           |       |
| 2010 | Robert Karlsson & Henrik Stenson                                    | (world cup) golf |       |
| 2011 | Daniel Rickardsson, Johan Olsson, Anders Södergren & Marcus Hellner | Längdskidor      |       |
| 2012 | Charlotte Kalla & Ida Ingemarsdotter                                | Längdskidor      |       |
| 2013 | Fredrik Lööf & Max Salminen                                         | Segling          |       |
| 2014 | Sveriges herrlandslag i ishockey                                    | Ishockey         |       |
| 2015 | Damstafettlaget i längdskidor                                       | Längdskidor      |       |
| 2016 | U21-landslaget, herrar                                              | Fotboll          |       |
| 2017 | Damlandslaget i fotboll                                             | Fotboll          |       |
| 2018 | Sveriges herrlandslag i ishockey                                    | Ishockey         |       |
| 2019 | Herrstafettlaget i skidskytte                                       | Skidskytte       |       |
| 2020 | Sveriges damstafettlag i längdskidåkning                            | Längdåkning      | [ 1 ] |
| 2021 | Lag Anna Hasselborg                                                 | Curling          | [ 2 ] |
| 2022 | Svenska hopplandslaget                                              | Banhoppning      | [ 3 ] |
| 2023 | Mattias Falck och Kristian Karlsson                                 | Bordtennis       | [ 4 ] |
| 2024 | Jonatan Hellvig och David Åhman                                     | Beachvolleyboll  | [ 5 ] |